# مطالعات فیلم

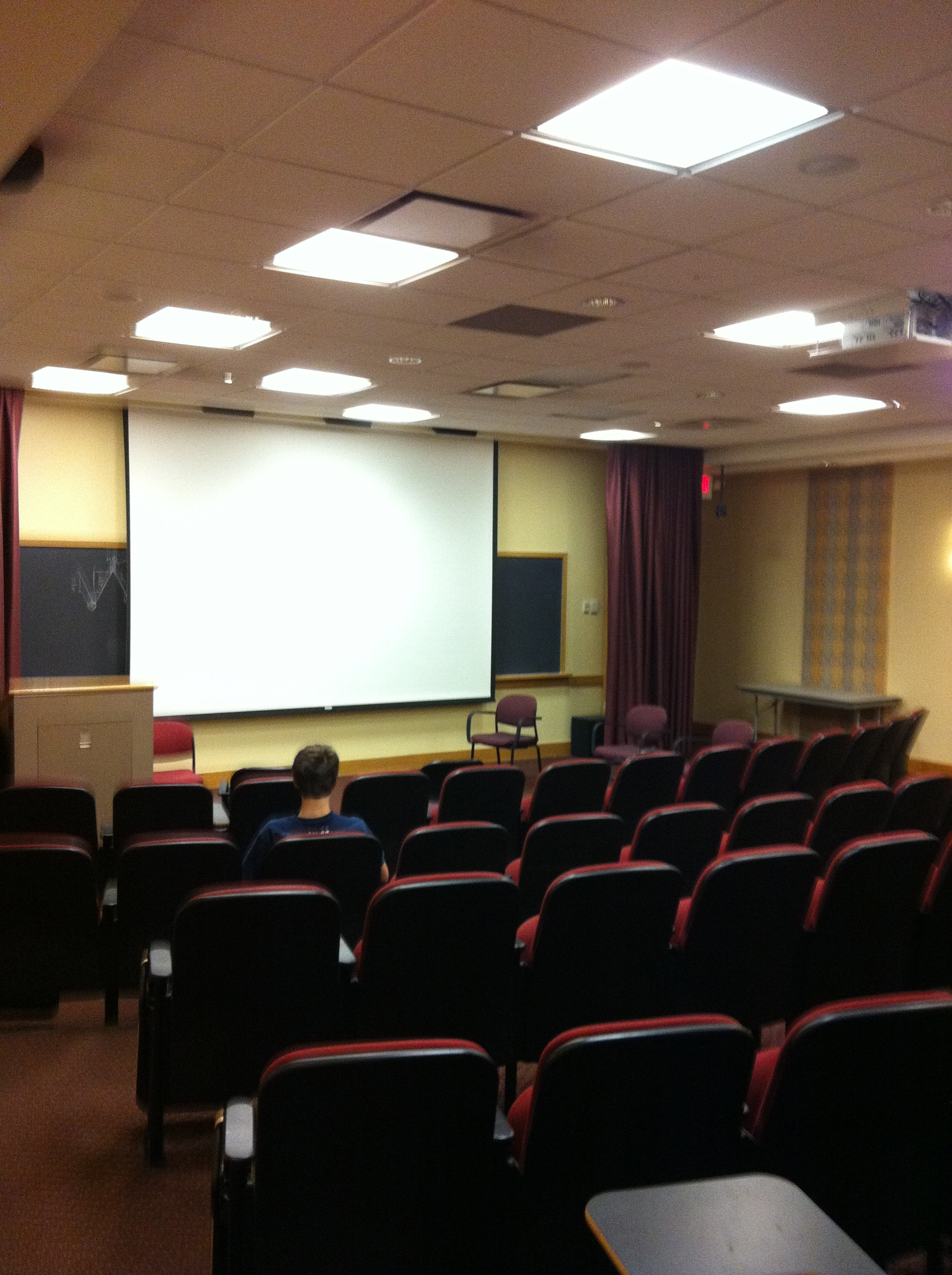
اتاق نمایش فیلم در دانشگاه جورج تاون، واشینگتن دی سی

مطالعات فیلم (به انگلیسی:Film studies) یک رشته دانشگاهی است که با رویکردهای مختلف نظری، تاریخی و انتقادی به سینما به عنوان یک هنر و یک رسانه می‌پردازد. گاهی اوقات این رشته در زیرمجموعه و زیرشاخه‌ای از مطالعات رسانه‌ای قرار می‌گیرد و اغلب با مطالعات تلویزیون مقایسه می‌شود.
مطالعات فیلم کمتر به دنبال ارتقای مهارت در تولید فیلم است و اهداف اصلی آن کاوش در مفاهیم روایی، هنری، فرهنگی، اقتصادی و سیاسی سینما می‌باشد. در جست‌وجوی این ارزش‌های اجتماعی-ایدئولوژیکی، مطالعات فیلم مجموعه‌ای از رویکردهای انتقادی را برای تحلیل تولید، چارچوب نظری، زمینه و آفرینش فیلم و سینما اتخاذ می‌کند. همچنین، در تحصیل در رشته سینما، مشاغل احتمالی شامل نقد یا تولیدکنندگی است. به‌طور کلی، مطالعه فیلم همچنان در حال رشد است و صنعت فیلم روی آن تمرکز دارد.
مجلات آکادمیک که ادبیات علمی مطالعات فیلم را منتشر می‌کنند عبارتند از:
- سایت اند ساوند
- فیلم کامنت
- فیلم اینترنشنال
- ساین اکشن
- اسکرین
- ژورنال سینما
- مطالعات رسانه
- فصلنامه فیلم
- ژورنال فیلم و ویدئو
- و …